# Natalja Fjodorowna Meklin

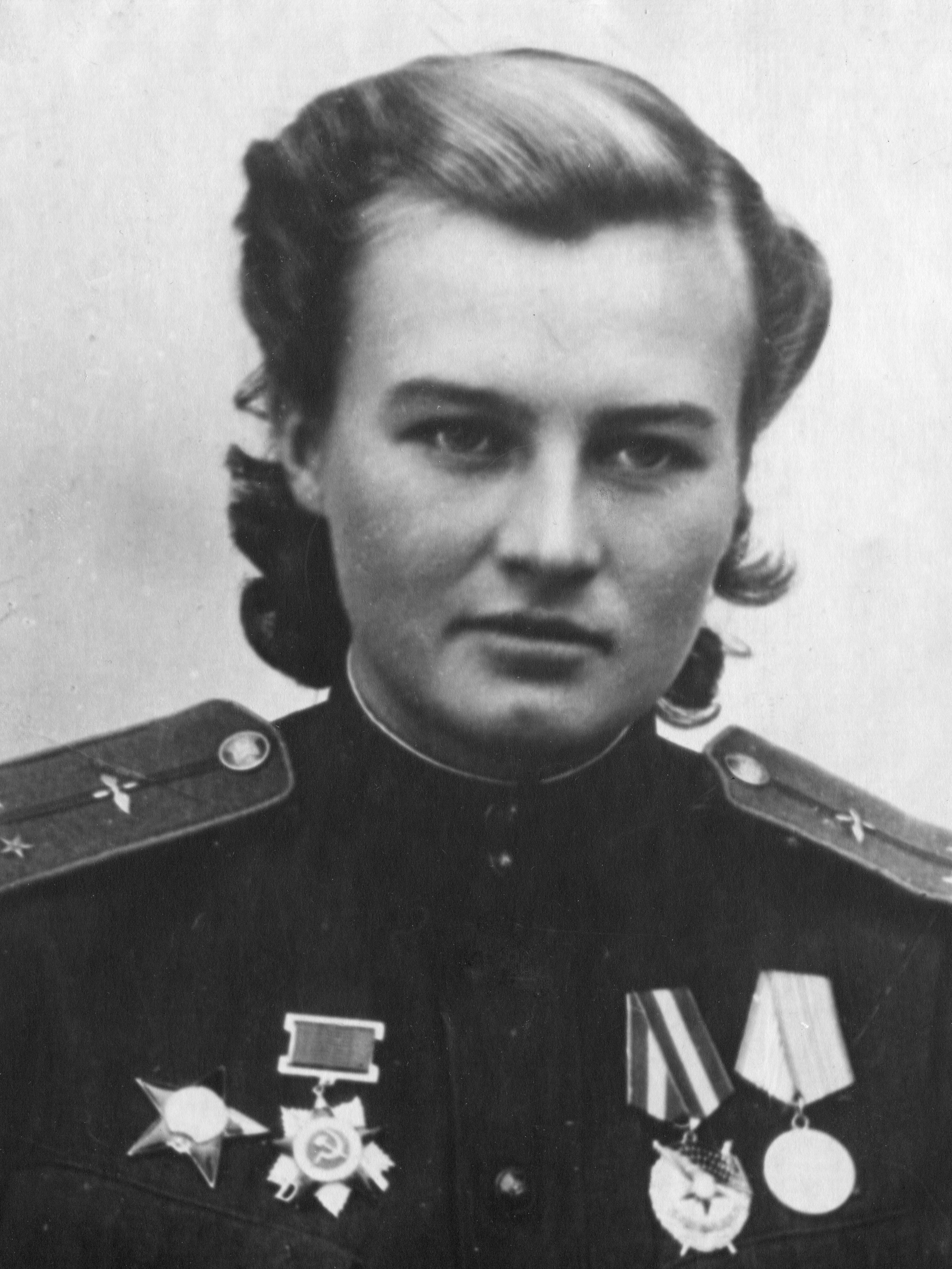
Natalja Meklin

Natalja Fjodorowna Meklin (russisch Наталья Фёдоровна Ме́клин; * 8. September 1922 in Lubny; † 5. Juni 2005 in Moskau) war eine sowjetische und russische Offizierin, zuletzt im Range eines Garde-Majors, und Schriftstellerin. Am 23. Februar 1945 wurde ihr zudem der Ehrentitel einer Heldin der Sowjetunion verliehen (Verleihungsnummer 4855).

## Leben
Meklin lernte 1940 nach ihrem Schulabschluss das Fliegen. Im Oktober 1941 trat sie dem 588. Nachtbombenfliegerregiment, genannt „Nachthexen“, einem von drei von Marina Michailowna Raskowa gegründeten, ausschließlich aus Frauen bestehenden Fliegerregimentern bei. Während des Krieges flog sie schätzungsweise 980 Nachtmissionen; für die ersten 840 wurde ihr der Ehrentitel Held der Sowjetunion zuerkannt und am 8. März 1945 in Polen von Marschall Konstantin Rokossowski übergeben.
Während des Krieges wurde sie auf zahlreichen Titelseiten abgedruckt.
Nach dem Krieg arbeitete sie als Übersetzerin und verfasste zahlreiche Novellen. Mit der Stabschefin der Nachthexen, Irina Rakobolskaja, verfasste sie noch kurz vor ihrem Tod ein Buch mit dem Titel: „Sie nannten uns Nachthexen“.